# Лу Юаньян
Лю Юен-янг (кит.: 吕远洋 Lǚ yuǎn-yáng, 22 червня 1983) — китайська гімнастка, олімпійська медалістка.

## Виступи на Олімпіадах
| Олімпіада  | Дисципліна | Місце |
| ---------- | ---------- | ----- |
| Афіни 2004 | групові    | 6     |
| Пекін 2008 | групові    | 2     |